# Vol Pakistan International Airlines 661
Le 7 décembre 2016, le vol Pakistan International Airlines 661, un vol intérieur régulier de passagers assuré par un ATR 42 de la compagnie aérienne nationale pakistanaise, Pakistan International Airlines (PIA), effectuant la liaison entre Chitral, dans le nord du pays, et la capitale du pays, Islamabad, s'est écrasé dans une zone montagneuse près de Havelian, dans la province de Khyber Pakhtunkhwa, au Pakistan. Sur les 42 passagers et 5 membres d'équipage présents à bord, on ne compte aucun survivant.

## Caractéristiques de l'avion
L'appareil impliqué dans l'accident est un ATR 42-500, immatriculé AP-BHO (numéro de série 663). Ce bimoteur à turbopropulseurs a été livré à Pakistan International Airlines en 2007, et a effectué son premier vol la même année. Il faisait partie des nouveaux appareils opérant en remplacement de la flotte vieillissante de Fokker F27 de PIA. Il a été baptisé « Hasanabdal - The Gurdwara Glory », en référence à la ville sainte de Hasan Abdal.
Lors d'une tentative d'atterrissage à Lahore en 2009, l'avion a été endommagé, mais il a ensuite été réparé et remis en service,. Un second incident plus grave est survenu avec cet appareil le 15 septembre 2014, lorsque l'avion s'élevait à 14 000 pieds au-dessus de Skardu, quand le moteur gauche a émis un fort bruit et s'est brusquement arrêté. L'équipage a éteint le moteur et est retourné à Skardu pour un atterrissage sûr. Le moteur a été ensuite remplacé et aucun autre problème n'a été signalé.
Au moment de l'accident, il cumulait plus de 18 700 heures de vol depuis qu'il avait rejoint la flotte de PIA et avait reçu son dernier certificat de navigabilité en octobre 2016.

## Équipage
Il y avait cinq membres d'équipage à bord : le commandant de bord Saleh Janjua (43 ans) et le copilote Aly Akram (40 ans), ainsi qu'un copilote en formation, Ahmed Mansoor Janjua (26 ans) (aucun lien avec le commandant de bord), et deux membres du personnel navigant commercial (PNC), Sadaf Farooq et Asma Adil. 
Le commandant Janjua était un pilote expérimenté au sein de la compagnie aérienne, ayant cumulé plus de 12 000 heures de vol au cours de sa carrière. Il était également instructeur de vol qualifié sur ATR 42. 
Le copilote Akram était également un pilote expérimenté, avec plus de 3 600 heures de vol sur ATR 42, tandis que le copilote stagiaire Ahmed Janjua avait rejoint PIA en 2014, et cumulé plus de 1 400 heures de vol sur ATR 42.

## Déroulement des faits
Le vol 661 a décollé de la piste 20 de l'aéroport de Chitral (en) à 15 h 30 heure locale, et devait atterrir à l'aéroport international de Benazir Bhutto, l'aéroport principal d'Islamabad, vers 16 h 40. Lors du décollage, le copilote stagiaire Ahmed Janjua était le pilote en fonction et le commandant Saleh Janjua était à la fois copilote et pilote instructeur. Le copilote stagiaire voulait alors se familiariser avec l'itinéraire, tandis qu'un autre membre de l'équipage, le copilote Akram, était assis sur le strapontin, à l'arrière du cockpit, pour l'observer également. La météo présente dans la région était bonne et aucune activité significative n'a été enregistrée sur le radar.
En vol de croisière au niveau de vol FL135 (13 500 pieds, 4 114 m), la vitesse de l'appareil était stabilisée à 186 nœuds (344 km/h). Une fois tout en ordre, le commandant Janjua a décidé de faire une annonce aux passagers.
Alors qu'il faisait cette annonce, il fut interrompu par le copilote stagiaire qui l'informa qu'une alerte de panne mécanique sur le contrôle électrique de l'hélice gauche (PEC-1) était soudainement apparue. Après plusieurs tentative infructueuses pour résoudre le problème, conformément à la politique de la compagnie aérienne, le commandant Janjua a pris les commandes au copilote stagiaire, tandis que le copilote Akram a échangé son siège avec ce dernier, devenant ainsi copilote pour le reste du vol.
Peu de temps après, les pilotes ont commencé à remarquer un bruit inhabituel provenant des moteurs. Le couple du moteur gauche a rapidement chuté de 75 % à 0 %, tandis que la vitesse de l'hélice gauche a rapidement accéléré jusqu'à 102 %. La vitesse de l'avion a immédiatement chuté à 154 nœuds (285 km/h) et il a commencé à dériver vers la gauche. Le commandant Janjua a annoncé qu'ils avaient perdu le moteur gauche et a tenté de mettre l'hélice en drapeau. Le débit de carburant vers le moteur a été coupé et le moteur a été arrêté. L'équipage a réussi à ralentir la perte de vitesse. La vitesse de l'hélice gauche a ensuite diminué, se maintenant à environ 25 %.
À 16 h 11, les pilotes ont le temps d'envoyer un mayday et de demander la permission de descendre au contrôle aérien. Pendant ce temps, la vitesse de l'hélice gauche était encore relativement faible, inférieure à 25 %. La vitesse a ensuite progressivement augmenté jusqu'à 50 % en 26 secondes, avant de grimper soudainement à 120-125 % en seulement 8 secondes. L'équipage n'a d'abord pas remarqué l'anomalie, mais lorsque l'hélice a soudainement accéléré, l'équipage a été surpris, car le bruit s'est rapidement intensifié. Il a continué à augmenter, et une forte traînée est apparue sur le côté gauche de l'avion. 
La forte traînée a entraîné la déconnexion du pilote automatique et l'avion a commencé à s'incliner progressivement vers la gauche. L'avion a ensuite été piloté manuellement par les pilotes. En raison de la traînée massive vers la gauche, le commandant a dû appliquer une force excessive sur la gouverne de direction et les ailerons pour empêcher l'avion de rouler vers la gauche. Cela n'a cependant pas suffi, car l'avion a continué de virer sur son aile gauche. De plus, la vitesse de l'air diminuait constamment, se rapprochant de la vitesse de décrochage de l'avion.
L'équipage ne comprenait pas la raison du comportement inhabituel de l'avion. Dans son effort pour stabiliser l'avion, le commandant ajouta plus de poussée au moteur droit à plusieurs reprises, mais ses actions ont en quelque sorte aggravé la situation.

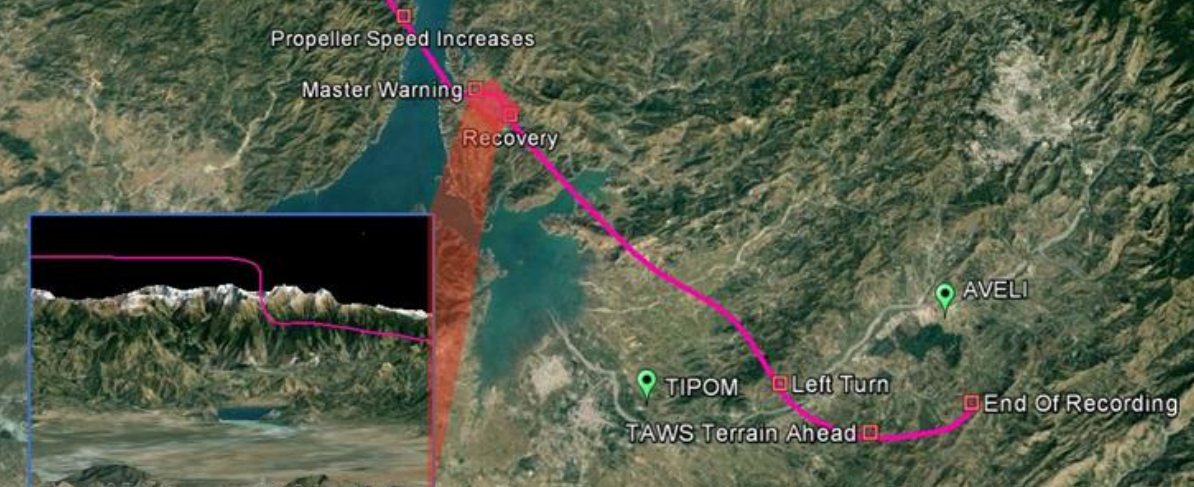
Schéma illustrant le profil de vol de l'ATR 42, durant l'accident du vol 661.

Le dysfonctionnement du moteur gauche a soudainement disparu, et la vitesse de l'hélice gauche est passée de plus de 120 % à environ 25 % en quelques secondes. En un instant, la force de traînée massive sur le côté gauche de l'avion a disparu. Alors que le commandant Janjua effectuait des mouvements excessifs vers la droite sur le manche, l'avion a immédiatement basculé vers la droite, prenant l'équipage totalement par surprise. L'avion s'est brutalement retourné, a fait un tonneau, puis a plongé en piqué sur 5 100 pieds (1 554 m) pendant 24 secondes. Pris de panique, l'équipage a essayé à plusieurs reprises d'empêcher l'avion de rouler en déviant l'aileron vers la gauche. Ils ont finalement réussi à reprendre le contrôle et à mettre les ailes à plat.
Le copilote Akram a alors demandé s'il y avait un problème avec la puissance. Les autres membres de l'équipage étaient toujours confus quant à la cause exacte de l'attitude de l'avion. Pendant ce temps, la vitesse de l'hélice gauche s'était stabilisée à moins de 5 %. Malgré cela, une traînée massive s'est générée à nouveau du côté gauche, car le pas des pales présentait un incidence dangereusement faible. Le levier de puissance a été déplacé vers l'avant, mais la vitesse a continué à diminuer.
Les performances de l'avion s'étaient alors fortement dégradées. Il était impossible pour l'équipage de rejoindre Islamabad sans engager une descente progressive, même s'il survolait une zone montagneuse. L'équipage a fait descendre l'avion à contrecœur pour préserver la vitesse restante, qui ne cessait de diminuer. À mesure qu'ils se rapprochaient du sol, l'équipage a essayé de réduire le taux de descente, mais cela a eu pour résultat d'augmenter la diminution de la vitesse.
Le copilote stagiaire, craignant un autre plongeon, a conseillé à plusieurs reprises à l'équipage de ne pas mettre l'avion en virage. Il a demandé au commandant de bord de maintenir une altitude de 5 200 pieds (1 585 m). Le commandant Janjua a tenté d'obtempérer, mais a dû réduire le taux de descente, ce qui a entraîné une diminution de la vitesse et le déclenchement du vibreur de manche. L'équipage a alors alerté le contrôle aérien à Islamabad et a lancé plusieurs appels de détresse, demandant alors un atterrissage prioritaire.
Voyant la montagne approcher, le commandant a désespérément essayé de faire tourner l'avion vers la droite. Il y est parvenu et l'appareil a progressivement tourné, mais la vitesse a continué à diminuer, déclenchant plusieurs alarmes de décrochage à l'intérieur du cockpit. Immédiatement après, l'avion a commencé à viré de nouveau vers la gauche ; sa vitesse était alors de 156 nœuds (289 km/h) et son altitude était de 5 280 pieds (1 609 m), à seulement quelques centaines de pieds du sol.

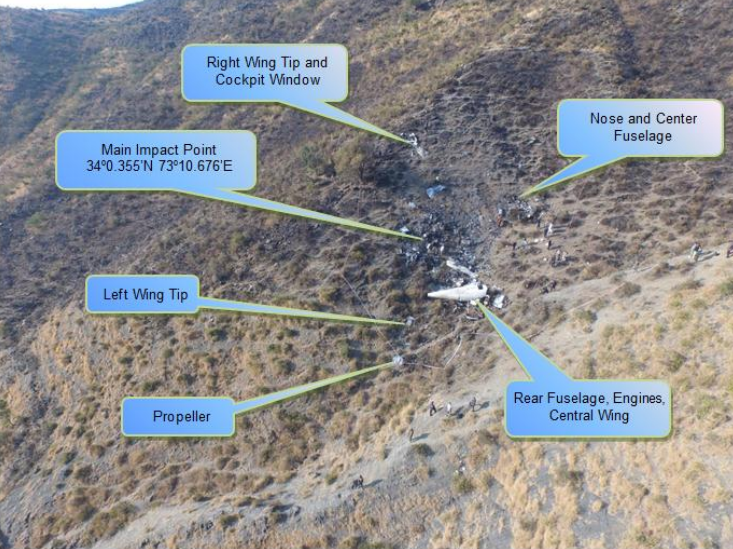
Prise de vue aérienne du site de l'accident, montrant la répartition des principaux composants de l'épave.

Le commandant Janjua a essayé de toute ses forces d'empêcher l'avion de tourner à gauche, car la forte traînée sur le côté gauche a forcé l'équipage à faire des entrées à droite prononcées sur les commandes. L'ATR 42 a continué à perdre de l'altitude et s'est rapproché du terrain montagneux. Le commandant a fait de son mieux pour mettre les ailes à plat et éviter les montagnes, en faisant des entrées excessives pour un virage à droite et en modulant la poussée sur le moteur droit, mais il ne s'est pas rendu compte qu'à ce moment-là, il n'était plus possible pour l'avion de survoler les montagnes. Le système d'avertissement et d'alarme d'impact (TAWS) a averti l'équipage de la collision imminente avec le relief, tandis que l'équipage essayait désespérément de sauver l'avion en maintenant l'altitude.
L'appareil a finalement atteint une vitesse dangereusement basse et l'alarme de décrochage a de nouveau retenti dans le cockpit. À 850 pieds (259 m) au-dessus du sol, l'aile gauche a brusquement décroché et l'avion a basculé de 90° vers la gauche, en piquant du nez vers la montagne. Il a finalement percuté le sol vers 16 h 15, à une vitesse de 138 nœuds (256 km/h) et s'est désintégré sous la violence de l'impact, laissant les débris en flamme de l'avion éparpillés sur une zone d'environ 2 km de large, sur le flanc d'une colline située à environ 90 km de l'aéroport d'Islamabad.

## Victimes

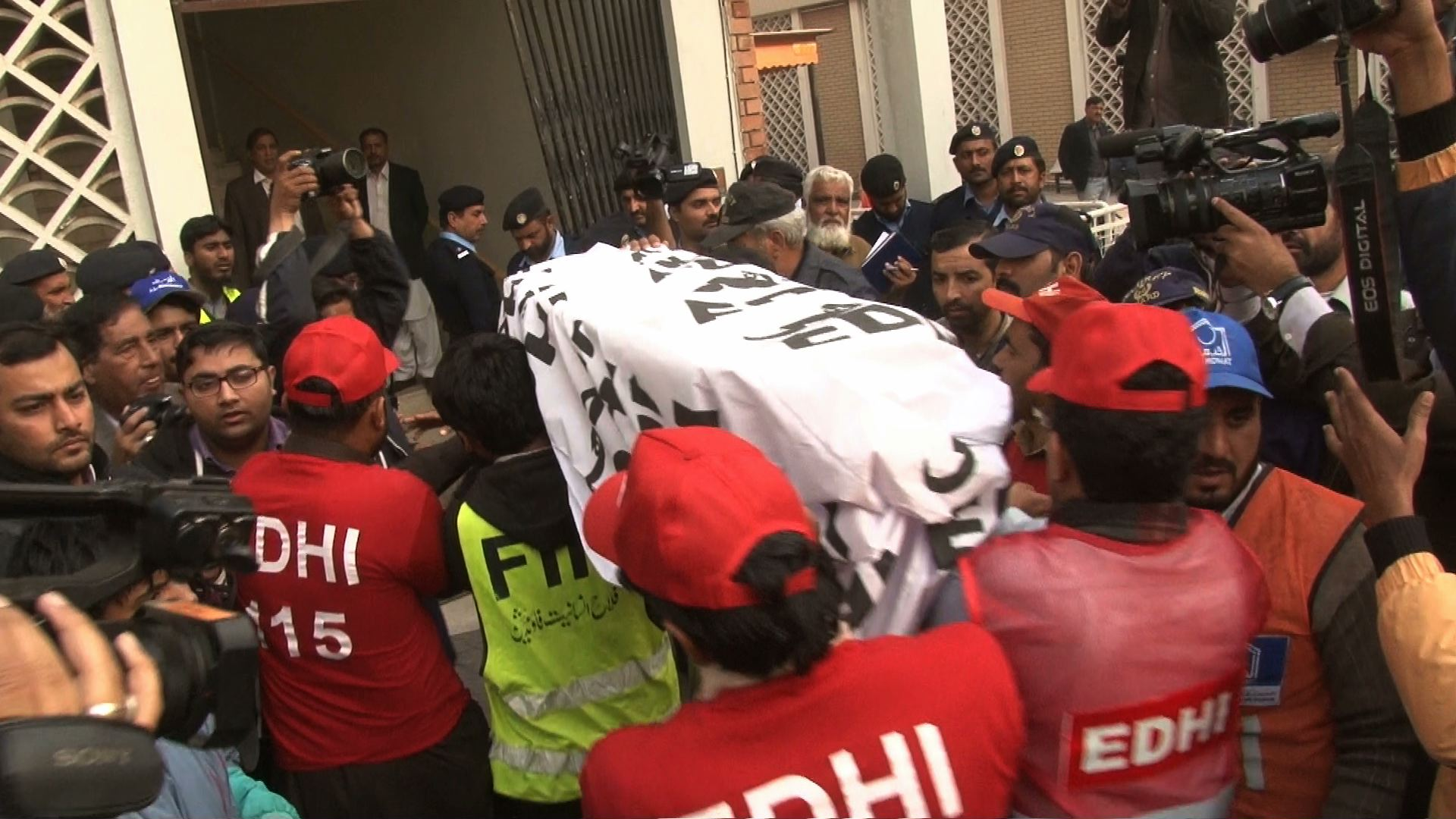
Photo d'une des victimes à Islamabad, prise en charge par la fondation Edhi.

Il y avait à bord 42 passagers, dont 2 enfants, et 5 membres d'équipage à bord de l'appareil,. La grande majorité des passagers étaient originaires du Pakistan.
| Pakistan     | 44 |
| Autriche     | 1  |
| Chine        | 1  |
| Corée du Sud | 1  |
| Total à bord | 47 |

Parmi les victimes, figurent Junaid Jamshed (en), un célèbre chanteur pakistanais devenu prêcheur musulman, qui voyageait avec une de ses trois femmes ainsi que le député de Chitral, Osama Ahmed Warraich.

## Enquête
L'enquête a été menée par le Bureau d’enquête sur les accidents aériens pakistanais (en) (AAIB), avec l'assistance du Bureau d'enquêtes et d'analyses pour la sécurité de l'aviation civile (BEA) français et ATR. Le Conseil national de la sécurité des transports (NTSB) américain a également joué un rôle actif dans l'enquête, car les hélices étaient fabriquées par la société américaine Woodward Propellers (en). Par la suite, le Bureau de la sécurité des transports du Canada (BST) a également été impliqué dans l'enquête, car les moteurs étaient fabriqués par Pratt & Whitney Canada.
Les enquêteurs ont récupéré les deux enregistreurs de vol parmi les débris de l'avion peu après le crash, et les ont envoyés en France pour être analysés.
Quatre ans après le crash, le 18 novembre 2020, l'AAIB a publié le résultat de son enquête. Dans le rapport final, il est indiqué que l’accident du vol 661 a été causé par la fracture d’une pale de turbine au niveau du moteur gauche, ce qui a conduit à la panne initiale du moteur. 

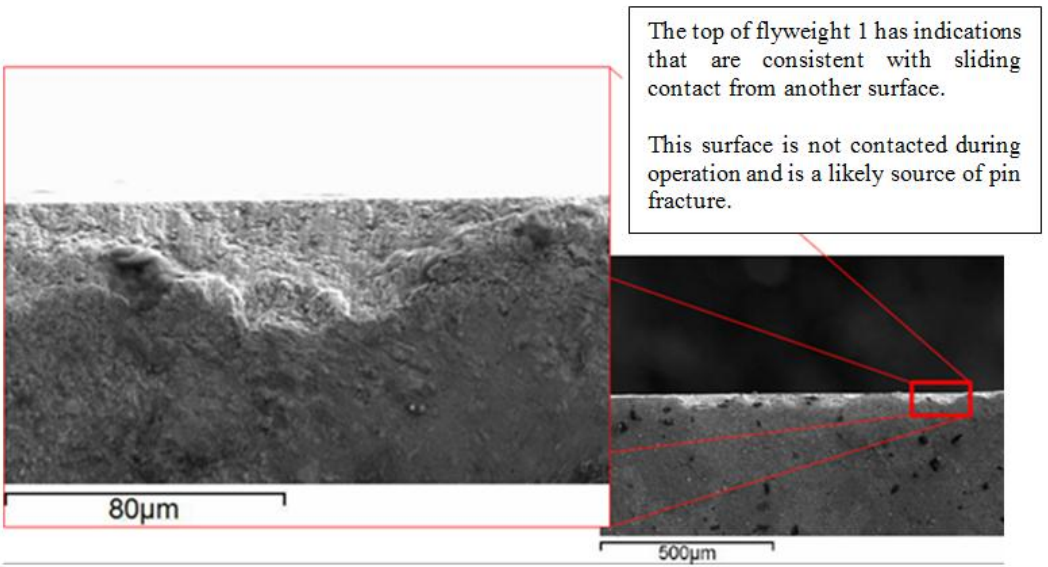
Photo montrant la localisation probable de la fracture de la goupille, à l'intérieur du régulateur de survitesse.

Puis, une goupille fracturée au niveau du régulateur de survitesse (OSG) a permis à l'hélice gauche d'atteindre des vitesses de rotation supérieures à 120 %. Les brusques variations de vitesses de l'hélice ont entraîné des changements rapides des caractéristiques aérodynamiques de l'avion. L'hélice a fini par adopter une configuration produisant une énorme traînée sur le côté gauche de l'avion, conduisant à la perte de contrôle en vol et au crash de l'appareil.
L'enquête a en outre révélé que des pratiques de maintenance inadéquates au sein de PIA étaient à l'origine de cet accident, et que le problème s'est reproduit en raison d'un manque de surveillance de la compagnie aérienne. Il met notamment en cause les mécaniciens chargés de la maintenance au sol qui, un mois avant le crash, n’ont pas remplacé la pale endommagée, même si les critères nécessaires pour son changement étaient présents.

## Conséquences
La nature complexe de cet accident a conduit à la publication de plusieurs recommandations, dont deux étaient suffisamment urgentes pour que les parties mentionnées soient invitées à s'y conformer immédiatement. Après la découverte de graves lacunes concernant les méthodes de surveillance de l'Autorité de l'aviation civile pakistanaise (en) (CAA), l'AAIB a ordonné aux autorités d'imposer une surveillance plus stricte concernant la navigabilité et l'exploitation des avions de ligne dans le pays. 
Il a également demandé la réorganisation du système de formation en gestion des ressources de l'équipage (CRM) des compagnies aérienne pakistanaise. Bien que ce risque soit extrêmement faible, les enquêteurs craignaient également la possibilité d'un autre accident similaire à l'avenir. Le fabricant de l'avion, ATR, a été invité à inclure une procédure spécifique pour permettre aux pilotes la récupération de l'appareil dans ce genre de situation.